# Lista de membros da Royal Society eleitos em 2014
Esta página lista Membros da Royal Society eleitos em 2014. Pela primeira vez fotografias da maioria dos fellows são disponibilizadas no Wikimedia Commons, publicadas pela Royal Society sob uma licença Creative Commons Attribution-Share-alike (CC BY-SA).

## Fellows of the Royal Society (FRS)
1. Professor Steven Armes
2. Professor Paul Attfield
3. Professor David Beerling
4. Professor Michael Benton

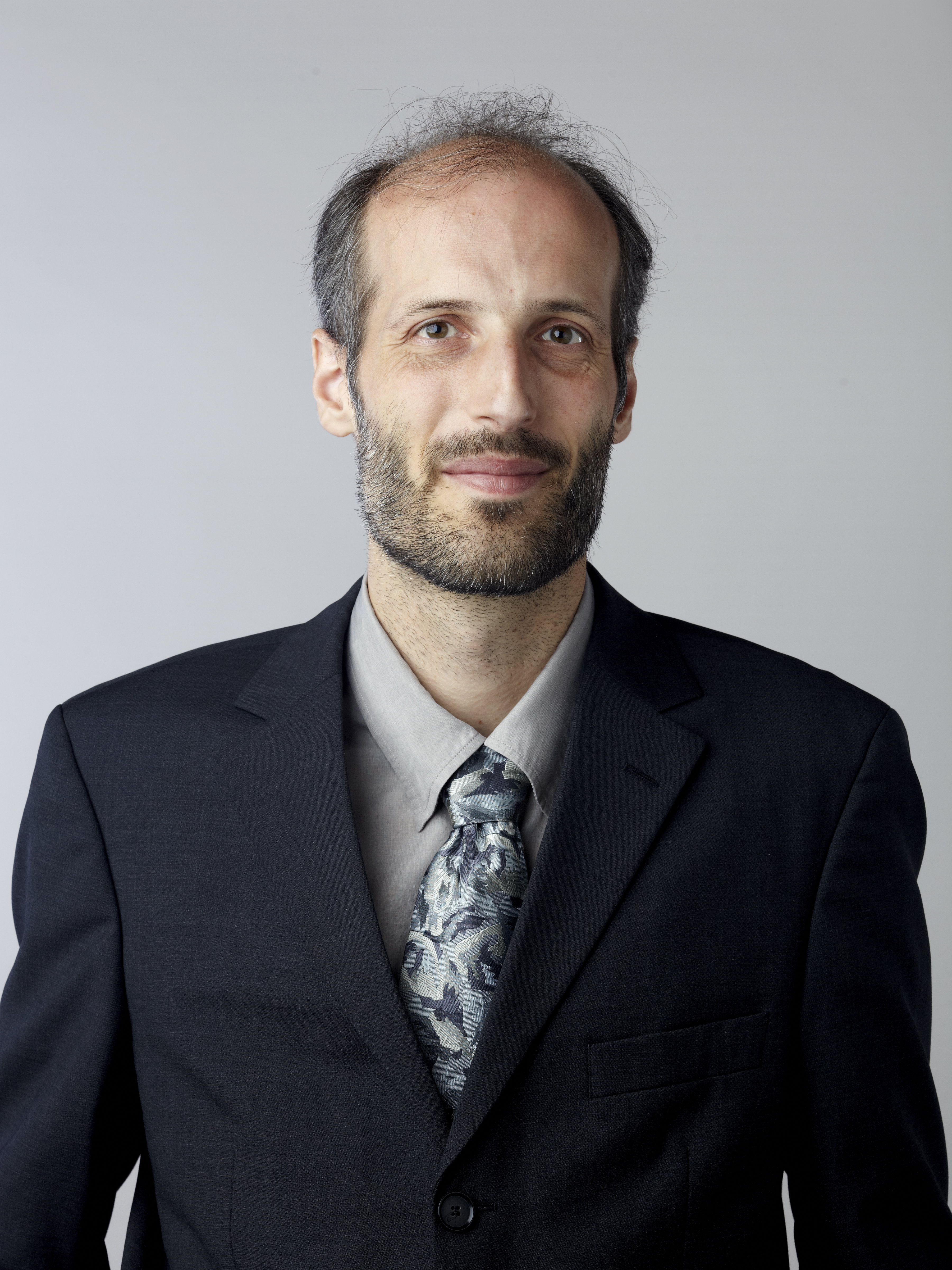
Agraciado com a Medalha Fields Professor Martin Hairer eleito FRS em 2014

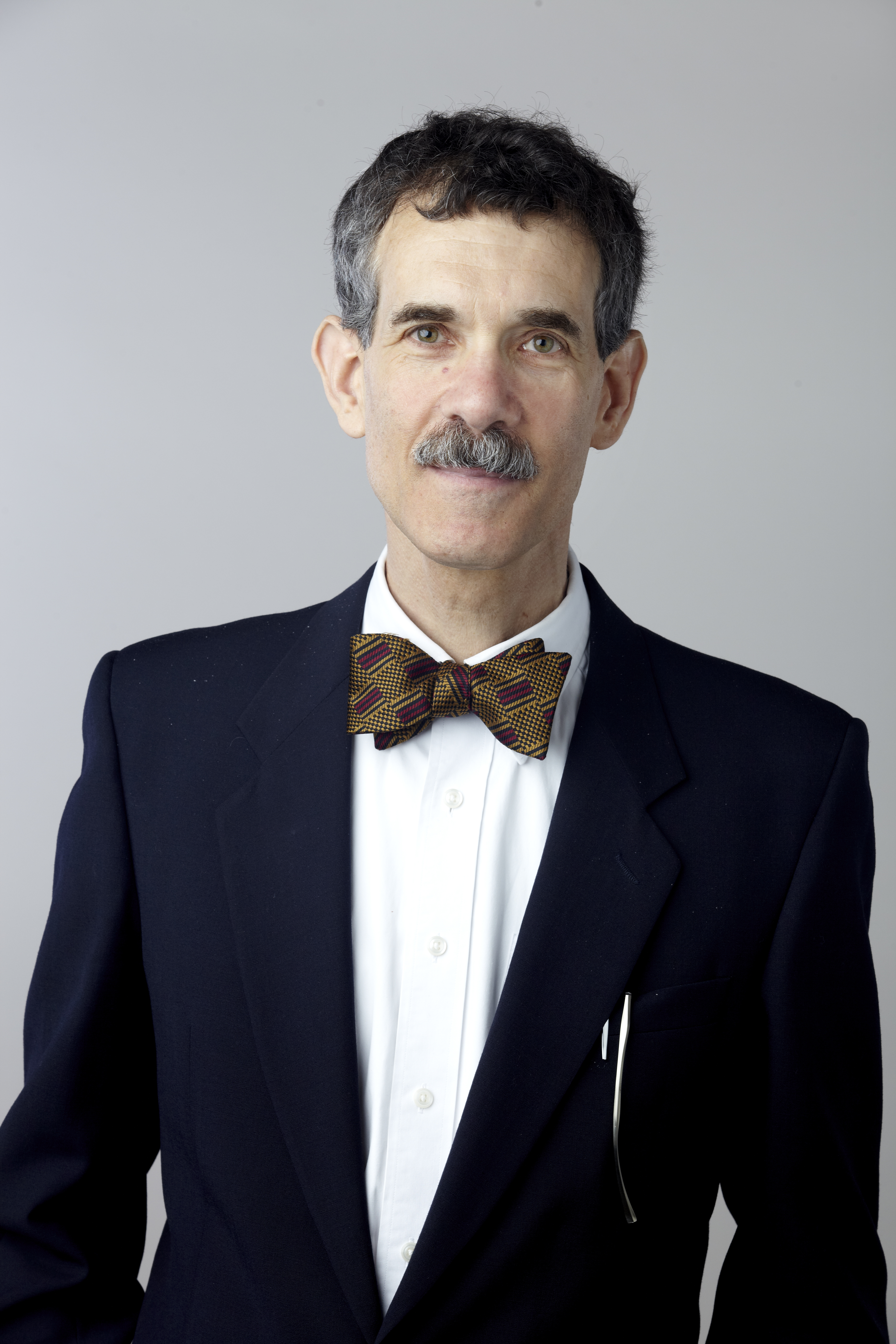
Professor David Ron FMedSci eleito FRS em 2014

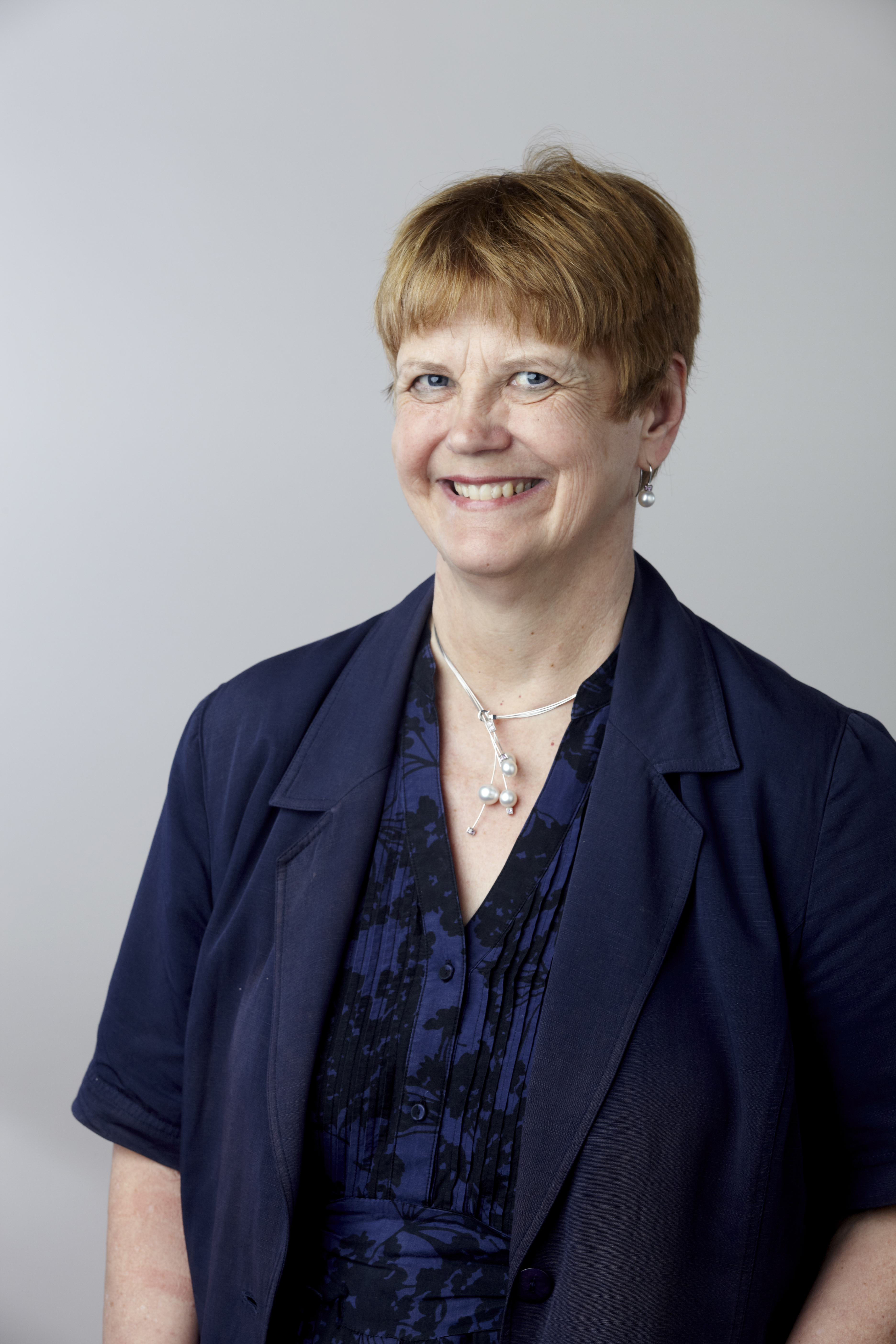
Professora Dorothy Bishop eleita FRS em 2014

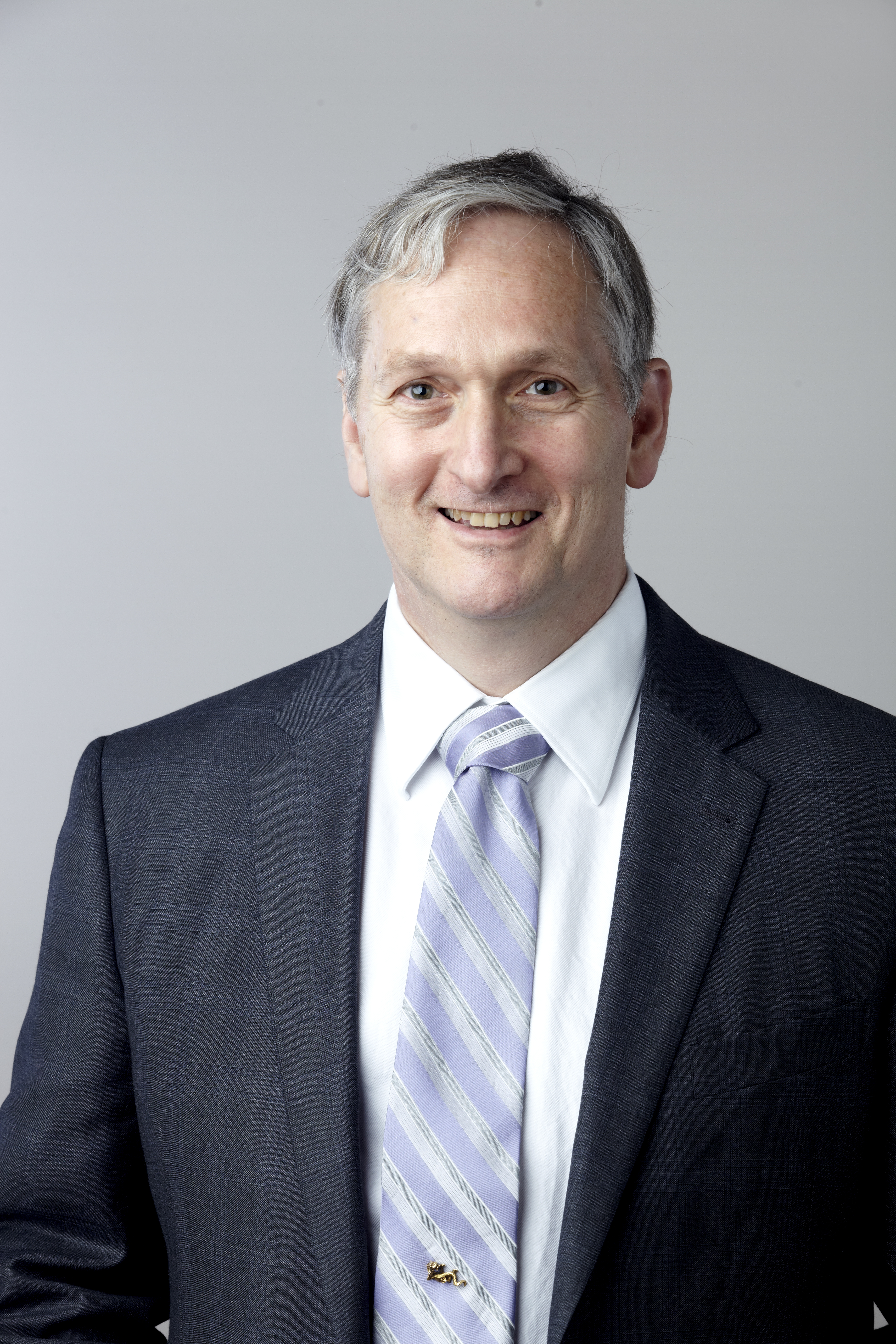
Professor Clifford Tabin eleito ForMemRS em 2014

5. Lord Kumar Bhattacharyya, Baron Bhattacharyya KB CBE FREng
6. Dr Ewan Birney
7. Professor Dorothy Bishop FBA FMedSci
8. Professor Tom Bridgeland
9. Professor David Charlton
10. Professor Peter Colman
11. Professor Steven Cowley
12. Dame Sally Davies DBE
13. Professor Marian Dawkins CBE
14. Dr John Dick
15. Professor Liam Dolan
16. Professor Timothy Eglinton
17. Professor Amanda Fisher
18. Professor Geoffrey Grimmett
19. Professor Martin Hairer
20. Professor Richard Edwin Hills
21. Dr Timothy Holland
22. Professor Martin Hume Johnson FMedSci
23. Professor Peter Keightley
24. Mr Mike Lazaridis OC
25. Professor Timothy Leighton FREng
26. Professor Simon Lilly
27. Dr Michael Richard Lynch OBE FREng
28. Dr Andrew Mackenzie
29. Professor Vladimir Markovic
30. Professor Irwin McLean FMedSci
31. Professor Paul Midgley
32. Professor Gareth A. Morris
33. Professor Jim Naismith FMedSci
34. Professor Jenny Nelson
35. Professor Colin Nichols
36. Professor Miles John Padgett
37. Dr Julian Parkhill FMedSci
38. Dr Karalyn Patterson FMedSci
39. Professor Sheena Radford FMedSci
40. Professor Randy Read
41. Professor David Ron FMedSci
42. Professor Patrik Rorsman FMedSci
43. Professor Bill Rutherford
44. Mr Colin P. Smith CBE FREng
45. Dr Alan Soper
46. Lord Nicholas Stern, Baron Stern of Brentford Kt FBA
47. Professor Nick Talbot
48. Professor Demetri Terzopoulos
49. Professor Rajesh Thakker
50. Professor Anthony Watts

## Foreign Members of the Royal Society (ForMemRS)
1. Professor Richard Alley
2. Professor Richard Axel
3. Professor Chunli Bai
4. Professor Steven Chu
5. Professor Stephen Harrison
6. Professor Vincent Poor FREng
7. Professor Philippe Sansonetti
8. Professor Joan Steitz
9. Professor Clifford Tabin
10. Professor Jean-Marie Tarascon